# VV Heerenveen in het seizoen 1965/66
Het seizoen 1965/1966 was het 12e jaar in het bestaan van de Heerenveense betaaldvoetbalclub Heerenveen. De club kwam uit in de Tweede divisie A en eindigde daarin op de negende plaats. Tevens deed de club mee aan het toernooi om de KNVB beker, hierin werd de club in de groepsfase uitgeschakeld.

## Wedstrijdstatistieken

### Tweede divisie A
|       | AGOVV | Gooiland | De Graafschap | Hilversum | HVC   | PEC   | Tubantia | Veendam | Vitesse | Wageningen | FC Zaanstreek | ZFC   | Zwartemeer | Zwolsche Boys |
| ----- | ----- | -------- | ------------- | --------- | ----- | ----- | -------- | ------- | ------- | ---------- | ------------- | ----- | ---------- | ------------- |
| Thuis | 5 – 1 | 1 – 0    | 1 – 1         | 2 – 0     | 0 – 2 | 2 – 1 | 5 – 2    | 1 – 3   | 1 – 1   | 0 – 0      | 1 – 3         | 2 – 5 | 1 – 1      | 4 – 2         |
| Uit   | 4 – 0 | 5 – 1    | 4 – 2         | 3 – 1     | 0 – 0 | 0 – 0 | 3 – 1    | 2 – 4   | 5 – 1   | 2 – 1      | 2 – 1         | 1 – 3 | 4 – 0      | 1 – 2         |

### KNVB Beker
| Groepsfase                                                        | Heerenveen                                              | 0 – 3 (0 – 1) | GVAV                                                     |
| 19 september 1965 Plaats: Heerenveen J.H. Kruisstraat             |                                                         |               | 4' Joop Oomens 62' Gerrit van Tilburg 80' Hennie van Nee |
| Groepsfase                                                        | SC Cambuur                                              | 3 – 1 (2 – 0) | Heerenveen                                               |
| 7 november 1965 Plaats: Leeuwarden Gemeentelijk Sportpark Cambuur | Jaap Mulder 17' Oeki Hoekema 41' Albert (Pier) Alma 61' |               | 55' (pen.) Henk Klunder                                  |
| Groepsfase                                                        | Veendam                                                 | 3 – 0 (0 – 0) | Heerenveen                                               |
| 2 januari 1966 Plaats: Veendam De Langeleegte                     | Jetze Pascal 49' Jan Boelens 53' Bé Kuiper 71'          |               |                                                          |

## Statistieken Heerenveen 1965/1966

### Eindstand Heerenveen in de Nederlandse Tweede divisie A 1965 / 1966
| Stand | Gespeeld | Gewonnen | Gelijk | Verloren | Punten | Doelpunten voor | Doelpunten tegen |
| ----- | -------- | -------- | ------ | -------- | ------ | --------------- | ---------------- |
| 9e    | 28       | 9        | 6      | 13       | 24     | 43              | 58               |

### Topscorers
| #              | Naam                          | Goal |
| -------------- | ----------------------------- | ---- |
| 1.             | Leo de Vroet                  | 14   |
| 2.             | Eise Bosma                    | 5    |
| 3.             | Henk Klunder                  | 4    |
| 3.             | Hendrik Nijhuis               | 4    |
| 5.             | Henk Hartkamp                 | 3    |
| 5.             | Wiebe de Jong                 | 3    |
| 5.             | Bert Witkop                   | 3    |
| 8.             | Roel Huitema                  | 2    |
| 8.             | Willy Rozeboom                | 2    |
| 10.            | Theo Kussendrager             | 1    |
| 10.            | Hans Zwart                    | 1    |
| Eigen doelpunt |                               |      |
| –              | Henk Koenders (De Graafschap) |      |
| Totaal         | Totaal                        | 43   |

| #      | Naam         | Goal |
| ------ | ------------ | ---- |
| 1.     | Henk Klunder | 1    |
| Totaal | Totaal       | 1    |